# Donny van de Beek
Donny van de Beek, född 18 april 1997, är en nederländsk fotbollsspelare som spelar för Girona.

## Klubbkarriär
Van de Beek debuterade för Ajax i Eredivisie den 29 november 2015 i en 2–0-vinst över PEC Zwolle.
Den 2 september 2020 värvades Van de Beek av Manchester United, där han skrev på ett femårskontrakt med option på ytterligare ett år.
I sin Premier League debut mot Crystal Palace lyckades holländaren slå till med sitt första mål för storklubben. 
Den 31 januari 2022 lånades Van de Beek ut till Everton på ett låneavtal över resten av säsongen 2021/2022.

## Landslagskarriär
Van de Beek debuterade för Nederländernas landslag den 14 november 2017 i en 3–0-vinst över Rumänien, där han blev inbytt i den 83:e minuten mot Steven Berghuis.